# Owen Teale

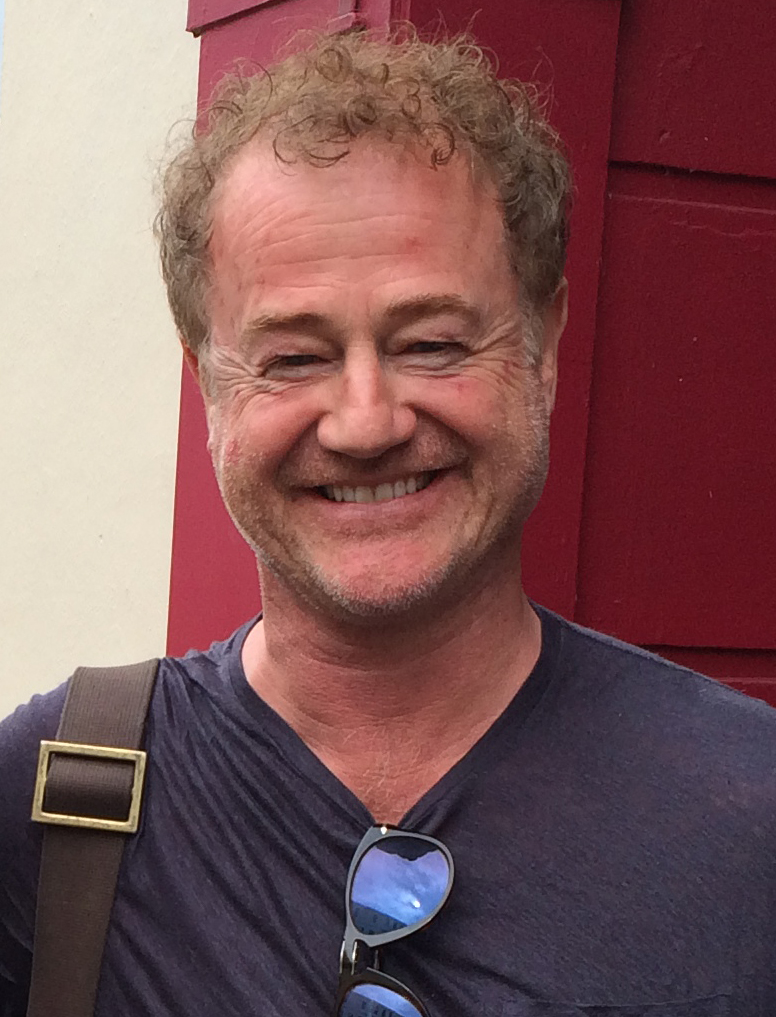
Owen Teale (2014)

Owen Teale (* 20. Mai 1961 in Swansea, Wales) ist ein britischer Film- und Theaterschauspieler.

## Leben
In seiner Jugend stand Teale in einem Regionaltheater in Porthcawl auf der Bühne, ehe er im September 1980 an einer Schauspielschule im britischen Guildford aufgenommen wurde. Drei Jahre später, 1983, erlangte Teale hier seinen Abschluss in Theaterwissenschaften. Kurz danach erhielt Teale sein erstes Engagement als Tänzer im Musical Cabaret in einem Theater in Plymouth.
Teale steht seit 1984 auch als Schauspieler vor der Kamera. Wenngleich ihm kaum Hauptrollen angeboten wurden, ist sein Gesicht als Nebendarsteller aus einigen Fernsehfilmen und Hollywood-Produktionen bekannt. Unter anderem war er 2001 in der Rolle Roland Freislers in dem Fernsehfilm Die Wannseekonferenz zu sehen. Von 2011 bis 2016 spielte er als Ser Allisar Thorn in der bekannten Fantasy-Serie Game of Thrones mit.
Owen Teale ist zum zweiten Mal verheiratet. Mit seiner ersten Ehefrau, der britischen Schauspielerin Dilys Watling, bekam er sein erstes Kind. Watling selbst ist 15 Jahre älter als er. Teale ist heute mit Sylvestra Le Touzel verheiratet, ebenfalls eine britische Schauspielerin, mit der er zwei weitere Kinder hat.

## Filmografie
- 1991: Robin Hood – Ein Leben für Richard Löwenherz (Robin Hood)
- 1995: Inspektor Fowler – Härter als die Polizei erlaubt (The Thin Blue Line, Fernsehserie, Episode 1x05)
- 1999: Cleopatra
- 2001: Die Wannseekonferenz (Conspiracy)
- 2004: Judas und Jesus (Judas)
- 2004: King Arthur (nur Extended Edition)
- 2005: Inspector Barnaby (Midsomer Murders) Fernsehserie, Staffel 8, Folge 6: Blick in den Schrecken (Second Sight)
- 2005: Gefangen im Dunkel (Marian, Again)
- 2006: Tsunami – Die Killerwelle (Tsunami: The Aftermath)
- 2006: Torchwood Staffel 1 Episode 6 Gastauftritt
- 2007: Die letzte Legion (The Last Legion)
- 2007: Lewis – Der Oxford Krimi: Das Mordkomplott (Lewis – Old School Ties)
- 2008: Inconceivable
- 2011–2016: Game of Thrones (Fernsehserie, 19 Episoden)
- 2012: Line of Duty (Fernsehserie, 3 Episoden)
- 2013: The Fold
- 2014: Under Milk Wood (Fernsehfilm)
- 2015: River (Fernsehserie, 6 Episoden)
- 2016: Ripper Street (eine Episode)
- 2018–2022: A Discovery of Witches (Fernsehserie)
- 2019: Deep State (Fernsehserie, 4 Episoden)
- 2019: Tolkien
- 2020: Dream Horse
- 2021: The Pembrokeshire Murders (Miniserie, 3 Episoden)
- 2023–2025: The Rig - Angriff aus der Tiefe (Fernsehserie, 12 Episoden)